# TAL-1 i TAL-2
TAL-1 i TAL-2 su kasetne avio-bombe razvijene 1981 godine u firmi Rafael, Haifa u Izraelu. Kao standardno oružje izraelskog vazduhoplovstva namenjene su za dejstvo po živoj sili i lakoj borbenoj tehnici.

## Opis
Posle odbacivanja sa aviona aktivira se vremenski upaljač koji otvara kasetu bombe na bezbednom rastojanju od aviona-nosača. Po otvaranju kasete vazdušne struje armiraju bombice i one se aktiviraju u trenutku udara u cilj. Ubitačno dejstvo svake bombice je do 8 m.
- -Bomba je opremljena sa 279 bombica, svaka mase 500 gr.
- -Svaka bombica ima 160 gr. heksogena sa 1800 fragmenata.

TAL-1 je namenjena za vatrenu podršku kopnenih jedinica. Podvešava se na standardne podkrilne nosače ili na skupne nosače.
Kao standardno oružje izraelskog vazduhoplovstva, naročito u jurišnim dejstvima, koristi se kasetna avio-bomba TAL-2. Namenjena je za dejstvo po živoj sili i lakoj borbenoj tehnici. Po spoljnjem izgledu slična je bombi TAL-1. Princip njenog dejstva zasniva se na centrifugalnom rasturanju bombica. Centrifugalna sila se stvara usled brze rotacije cele kasetne avio-bombe. Ovakvo rasturanje daje ujednačeno rasprostiranje bombica nad površinom rasturanja koja ima kružni oblik maksimalne površine 30000 m². Površina efikasnog dejstva zavisi od tipa cilja i u poređenju sa klasičnim bombama iste mase, efikasnost ove kasetne bombe je protiv ljudstva 25 puta veća od standardne bombe iste mase, a protiv lake borbene tehnike 5 puta veća.
Vremenski upaljač kasetne avio-bombe, kojim se tempira trenutak otvaranja kasete, osiguran je žicom za armiranje koja oslobađa ovaj vremenski upaljač po otkačinjanju kasetne bombe sa aviona. Po otvaranju kasete i ispadanju bombica, aerodinamičke sile, koje stvara struja vazduha, armiraju bombice i one se aktiviraju u trenutku udara u cilj. Sama veličina površine rasturanja kontroliše se pomoću vremenskog upaljača, koji se tempira u skladu sa operativnim potrebama i vrstom cilja. Bomba je opremljena sa 270 ili 315 bombica, svaka mase 400 gr sa 160 gr heksogena i 1800 fragmenata (metalnih kuglica)
Kasetna avio-bomba TAL-2 može biti po jedna podvešena na standardnim nosačima aviona ili po dve na višestrukim nosačima. Kasetna bomba TAL-2 se isporučuje u kontejnerima za transport i uskladištenje čije su dimenzije 2,40 x 0,66 x 0,53 m, mase 56 kg, koji obezbeđuje čuvanje bez održavanja.

## Korišćenje ovih kasetnih u konfliktima
2006: U Libanu su izraelske trupe u julu i avgustu gađale kasetnim bombama južni deo Libana. Hezbolah koji se bori na strani Libana je isprovocirao Izrael i ispalio artiljerijske kasetne bombe kineske proizvodnje od 122 mm, na izraelske civilne ciljeve tokom rata 2006. godine. Na Izraelska mesta je ispaljeno 113 raketa sa 4.407 kasetnih bombica, gde su najviše nastradala mesta Kiriat Motzkin, Naharia, Karmiel, Maghar i Safsuf. To je na neki način isprovociralo Izrael, gde je u zadnja 3 dana sukoba bacio ogromnu količinu kasetnih bombi na Hezbolah u južnom Libanu. Prema procenama UN Izrael je bacio oko 4 miliona bombica i to samo tokom zadnja 3 dana sukoba, a oko 1 milion je ostalo neeksplodirano i to je izazvalo nesagledivu humanitarnu opasnost za mnoge žitelje tog područja, kao i dugotrajnu ekonomsku krizu u pretežno agrarnom sektoru pogođenog područja. Izraelska ofanziva je naišla na oštru međunarodnu kritiku jer su ovakve bombe bacane na oblasti naseljene pretežno civilima. U prvih mesec dana posle tog rata poginulo je ili ranjeno u proseku 3-4 osobe dnevno, a u prvoj godini mira je bilo više od 200 civilnih žrtava. Prema izveštaju iz maja 2011. godine, u preko 758 područja zemljište je kontaminirano od kasetne municije, na ukupnoj površini od oko 18,1 km². Neke od tih kasetnih koje su korišćenje protiv Hezbolaha bile su TAL-1 i TAL-2.

## Spoljašnje veze
- forum MyCity - opis kasetnih bombi TAL-1 i TAL-2